# مايكل درير
مايكل درير (بالألمانية: Michael Dreher)‏ هو كاتب سيناريو ومنتج أفلام ومخرج ألماني، ولد في 1974 في أوستفيلدرن في ألمانيا.

## وصلات خارجية
- مايكل درير على موقع IMDb (الإنجليزية)
- مايكل درير على موقع ألو سيني (الفرنسية)
- مايكل درير على موقع أول موفي (الإنجليزية)
- مايكل درير على موقع قاعدة بيانات الفيلم (الإنجليزية)
- مايكل درير على موقع كينوبويسك (الروسية)